# Polpa (fruit)
|  | Per a altres significats, vegeu «Polpa». |

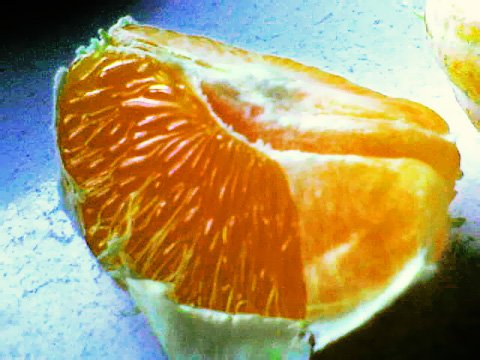
Polpa d'una taronja.

La polpa (del llatí pulpa) d'un fruit és un teixit cel·lular vegetal que té como objecte milorar la dispersió de les llavors. És una part carnosa dels fruits o altres òrgans vegetals, especialment si és molt tova. La polpa té un important paper en la nutrició.
Pera que les plantes puguin disseminar les llavors dins d'un radi important, els cal utilitzar els animals i, per tant, revesteixen les llavors., que sovint els animals no poden digerir, amb una polpa saborosa i nutritiva. Els animals s'alimenten dels fruits amb les llavors i les dipositen, sense haver-les digerit, en un lloc allunyat de la planta. D'aquesta forma les espècies s'estenen d'una manera més ràpida.
A diferència de les nous o fruits secs, on la llavor és el veritable aliment pels animals, en el cas dels fruits amb polpa les llavors s'ingereixen de manera accidental. Això té l'avantatge que per a les mateixa quantitat de llavors per a disseminar són menys les que ha de crear la mateixa planta, ja que no només les que es varen oblidar i es perderen poden germinar. A més no té una closca dura que protegeixi la llavor. Ans al contrari, gràcies a la polpa moltes espècies animals se senten atretes per la llavor i contribueixen a la seva disseminació. Quan les llavors es disposen junt a l'excrement, aquest suposa un medi de cultiu amb nutrients. En el cas de les drupes que són devorades majoritàriament per ocells, la polpa se separa de la llavor amb el bec i aquesta no es digereix, simplement s'elimina.

## Procés
Mitjançant la pressió de la polpa del fruit s'aconsegueix un suc de fruita i en el cas de la verdura un suc de verdura.

## En la indústria alimentària
En la indústria alimentària, polpa, és un terme per al producte intermedi, no adequat pel consum i es fa servir per a confitures, melmelades, farcits, begudes o llaminadures.